# Arnoldo Iguarán
Arnoldo Alberto Iguarán Zúñiga (Riohacha, 1957. január 18. –) kolumbiai válogatott labdarúgó.
A kolumbiai válogatott tagjaként részt vett az 1990-es és az 1994-es világbajnokságon, illetve az 1979-es, az 1983-as, az 1987-es, az 1989-es, az 1991-es Copa Américán.

## Sikerei, díjai
Millonarios
- Kolumbiai bajnok (2): 1987, 1988

Deportivo Táchira
- Venezuelai bajnok (1): 1981

Kolumbia
- Copa América bronzérmes (1): 1987